# Rodzinka nie z tej Ziemi
Rodzinka nie z tej Ziemi (ang.: Escape from Planet Earth) – kanadyjsko-amerykańska animowana komedia przygodowa z 2013 roku w reżyserii Callana Brunkera.

## Opis fabuły
Astronauta Scorch Supernova uchodzi za bohatera narodowego na planecie Baab. W trakcie jednej ze swoich wypraw jego celem stała się Ziemia. Scorch nie spodziewa się jednak, że jej mieszkańcy chłodno zareagują na przybysza z kosmosu. Bohaterowi z pomocą przybywa brat, Gary, który także wpada w pułapkę Ziemian. Na ratunek im wyrusza cała rodzinna flotylla Supernovych.

## Obsada
- Jessica Alba jako Lena
- Sarah Jessica Parker jako Kira Supernova
- Brendan Fraser jako Scorch Supernova
- James Gandolfini jako Shanker
- Rob Corddry jako Gary Supernova
- Craig Robinson jako Doc
- Ashley Eckstein jako Obca
- Jonathan Morgan Heit jako Kip Supernova
- Joshua Rush jako młody Shanker
- Tim Dadabo jako Larry Longeyes
- Kaitlin Olson jako Gabby Babblebrook
- Gregg Binkley jako Ralph
- Brad Grusnick jako Hawk

i in.

## Wersja polska
Opracowanie wersji polskiej: na zlecenie Monolith Films – Start International Polska

Reżyseria: Elżbieta Kopocińska-Bednarek

Dialogi polskie: Marcin Bartkiewicz

Dźwięk i montaż: Janusz Tokarzewski

Kierownictwo produkcji: Elżbieta Araszkiewicz

W wersji polskiej udział wzięli:
- Przemysław Wyszyński – Gary
- Grzegorz Kwiecień – Skurcz
- Paweł Ciołkosz – Doktor
- Jacek Król – Szanker
- Agnieszka Kunikowska – Kira
- Tomasz Borkowski – Pełzior
- Monika Węgiel-Jarocińska – Łypcia
- Tomasz Steciuk – Bing
- Izabella Bukowska – Lena
- Mateusz Ceran – Kip

W pozostałych rolach:
- Barbara Kałużna
- Paweł Iwanicki
- Beata Jankowska
- Klementyna Umer
- Wojciech Chorąży
- Jakub Szydłowski
- Robert Tondera
- Janusz Wituch
- Leszek Zduń